# كارولينا غروشكا
كارولينا غروشكا (بالبولندية: Karolina Gruszka) هي ممثلة أفلام وتلفزيون بولندية ولدت في يوم 13 يوليو 1980، مثلت في أكثر من 30 فيلم وأدت دور ماري كوري في فيلم ماري كوري في سنة 2016، ورشحت لجائزة أفضل ممثلة لدورها في كوتشانكوفي زيت ماروني في مهرجان جوائز الأفلام البولندية في سنة 2007. مثلت أيضاً في فيلم الإمبراطورية الداخلية في سنة 2007.

## روابط خارجية
- كارولينا غروشكا على موقع IMDb (الإنجليزية)
- كارولينا غروشكا على موقع ألو سيني (الفرنسية)
- كارولينا غروشكا على موقع ميوزك برينز (الإنجليزية)
- كارولينا غروشكا على موقع أول موفي (الإنجليزية)
- كارولينا غروشكا على موقع قاعدة بيانات الأفلام السويدية (السويدية)
- كارولينا غروشكا على موقع ديسكوغز (الإنجليزية)
- كارولينا غروشكا على موقع قاعدة بيانات الفيلم (الإنجليزية)
- كارولينا غروشكا على موقع كينوبويسك (الروسية)